# Megalastrum villosum
Megalastrum villosum är en träjonväxtart som först beskrevs av Carolus Linnaeus, och fick sitt nu gällande namn av Holtt. Megalastrum villosum ingår i släktet Megalastrum och familjen Dryopteridaceae. Inga underarter finns listade.